# مونتمرل سور سان
مونتمرل سور سان (به فرانسوی: Montmerle-sur-Saône) یک کمون در فرانسه است که در ان (اوورنی-رون-آلپ) واقع شده‌است. مونتمرل سور سان ۴٫۱۶ کیلومتر مربع مساحت دارد ۱۸۰ متر بالاتر از سطح دریا واقع شده‌است.